# 377 Campania
377 Campania este un asteroid din centura principală, descoperit pe 20 septembrie 1893, de Auguste Charlois.